# Taxe de séjour
La taxe de séjour est une taxe sur les séjours que peuvent percevoir les  circonscriptions comme par exemple  les communes, les métropoles, les départements et régions de la part des touristes séjournant à titre onéreux dans un hébergement de leur territoire (hôtel, camping, locations saisonnières, chambres d’hôtes...).
La taxe s’est répandue au cours des siècles à travers le monde. Depuis la fin du XXe siècle, la majorité des destinations touristiques internationales disposent d’une taxe de séjour. Elle existe depuis 1507 à Baden-Baden, où un droit de baignade existe depuis 1306. En Autriche, elle est perçue dans la station thermale de Bad Ischl depuis 1842. Elle a été instaurée en France en 1910. Elle possède des noms différents selon les pays : Transient occupancy tax (taxe d’occupation temporaire aux États-Unis), Ortstaxe ou Kurtaxe (taxe de station ou taxe de séjour dans les pays anglophone), Toeristenbelasting (aux Pays-Bas), Курортный сбор (en Russie). Elle est connue internationalement sous le nom anglais de city tax.
Les méthodes de perception de la taxe de séjour divergent selon les législations nationales. Son produit progresse durant les années 2010 en France, avec plus de 440 millions d’euros (230 millions d’euros en 2012) et en Italie avec plus de 463 millions d’euros en 2017 (77 millions d’euros en 2011).
Son montant est destiné généralement soit à supporter les surcoûts liés au tourisme soit à permettre le développement du tourisme. Les deux sont aujourd’hui souvent liés. Elle permet souvent de financer les coûts induits par le tourisme, notamment le financement de l’organisation touristique locale dans des proportions variables : Grindelwald Tourismus est financé à environ 87 % par la taxe en 2007, l’organisme de tourisme de Salzbourg est financé à moitié en 2005, alors que pour l’office de tourisme du Tyrol, la taxe locale ne représente qu’environ 30 % du budget.

## Historique

### Dans quel but?
Article L2333-27 - Sous réserve de l’application des dispositions de l’article L. 2231-14, le produit de la taxe de séjour ou de la taxe de séjour forfaitaire est affecté aux dépenses destinées à favoriser la fréquentation touristique d’un territoire (ville, métropole...). Ainsi, les personnes qui sont hébergées à titre gratuit ne payent pas la taxe de séjour.

### Qui paie la taxe de séjour?
La taxe de séjour s’applique dans le cas d’un séjour à titre onéreux pour les personnes logeant dans l’un des hébergements suivants: palaces, hôtels, résidences de tourisme, meublés de tourisme, chambres d’hôtes, villages de vacances, campings (ou terrain de caravanage), ports de plaisance ou autres types d’hébergement payant (auberge de jeunesse ou hôpital thermal). Ainsi, les personnes qui sont hébergées à titre gratuit et vivant sur le territoire dudit lieu ne payent pas la taxe de séjour.

### Cas d’exonération
Certains vacanciers peuvent être exonérés de la taxe de séjour, selon la décision de la collectivité sur laquelle ils se trouvent. De manière générale, la taxe de séjour n’est pas demandé aux enfants, considérés comme mineurs (moins de 18 ans en France ou en Grèce) sauf par exemple en Espagne ou la taxe de séjour est valable à partir de 16 ans alors que la majorité est de 18 ans. En France, par exemple d’autres cas d’exonérations sont possibles comme les titulaires d’un contrat de travail saisonnier employés sur le territoire de la collectivité ou encore les personnes bénéficiant d’un hébergement d’urgence ou d’un relogement temporaire.

## Allemagne

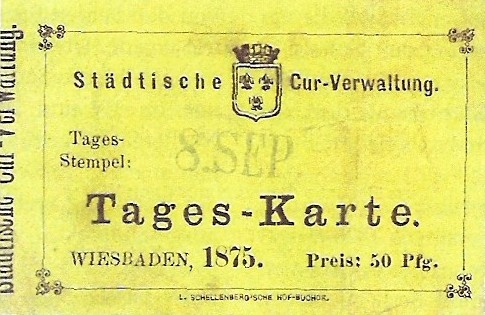
Kurkarte Wiesbaden 1875

En Allemagne, la taxe de séjour, qui possède de nombreux noms (Ortstaxe, Kurtaxe, Gästetaxe, Aufenthaltsabgabe, Beherbergungstaxe, Nächtigungtaxe, Kurabgabe ou Kurbeitrag) est un prélèvement réalisé à l’échelle du Länd ou plus généralement au niveau de la commune. Le paiement d’une taxe de séjour est connu dès 1507 à Baden-Baden, où existait depuis 1306 un droit de baignade pour les sources thermales de la ville. Avec l’avènement du tourisme dans la seconde moitié du XIXe siècle et l’augmentation du nombre de nuitée, le nombre croissant de commune la récoltant, la taxe de séjour contribuent de manière significative au financement et à l’épanouissement des stations touristiques. La Kur-Taxe est établie en 1872 et sert d’exemple à la France pour promouvoir ses stations.

### Champ de la taxe
La taxe de séjour ne peut être perçue que dans des stations thermales spécialement définies. Elle compense indirectement la mise à disposition des infrastructures touristiques, c’est-à-dire les avantages que les touristes reçoivent durant leur séjour.
La taxe de séjour doit être distinguée de la taxe hôtelière : cette dernière est comprise comme la taxe sur la valeur ajoutée perçue sur le prix de la nuitée. Depuis le 1er janvier 2010, cette taxe n’est plus facturée au taux plein pour les nuitées, mais uniquement au taux réduit. Bien que, durant la campagne électorale pour les élections fédérales de 2009, la CSU, le FDP et Die Linke avait proposé cette réduction du taux d’imposition, elle a été mal accueillie par de nombreuses communes. Plusieurs municipalités ont introduit en conséquence une taxe municipale sur les lits touristiques.

### But et perception
La taxe de séjour est perçue sur les résidents de passage, en général sur chaque personne qui ne réside pas dans la commune, c’est-à-dire où elle n’a pas sa résidence principale. La taxe de séjour peut être perçue sur les propriétaires de résidences secondaires (appartements ou maisons de vacances), de caravanes, de campings et autres établissements para-hôteliers, dans les zones maritimes, ainsi que dans les ports.
La taxe de séjour possède un rôle important dans les régions touristiques allemandes, où elle contribue de manière significative aux budgets des communes qui l’ont instaurée. Elle sert à financer les infrastructures touristiques.
La taxe de séjour est soit payée par le propriétaire du logement (c’est-à-dire le propriétaire ou le fournisseur de l’hébergement dans l’industrie hôtelière) à la commune, soit par le client lui-même, alors généralement au moment de l’enregistrement du voyageur dans l’hébergement touristique professionnel ou chez un particulier, ou dans le bureau d’enregistrement compétent, tel que l’office de tourisme, lors de l’acquisition de la carte de bains ou de l’enregistrement au port.
Les taxes de séjour sont réglementées par les lois sur le tourisme et les lois fiscales, mais sont généralement fixées par les municipalités en coopération avec les associations touristiques locales et autres groupes d’intérêt (en Autriche, par exemple, des groupes sont formés selon l’intensité du tourisme dans la région et le prélèvement est partagé entre la municipalité et l’association de tourisme, en partie également avec l’organisation de tourisme régionale). Il existe de nombreux cas de variations saisonnières, les réductions et exemptions pour les enfants et les adolescents, ainsi que pour d’autres groupes financièrement en difficulté.

### La perception de la taxe locale

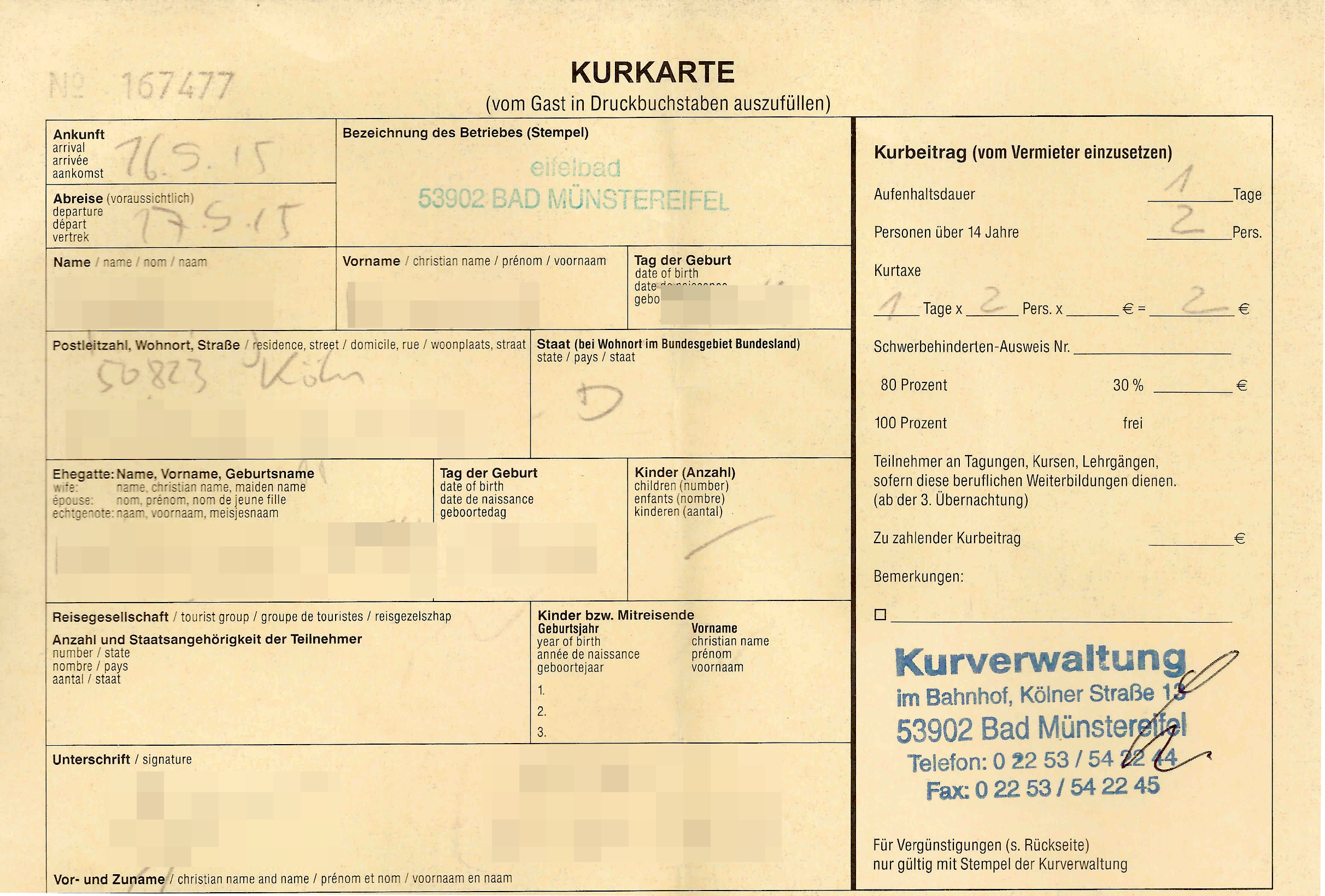
Enquête sur les impôts locaux à Bad Münstereifel, 2015. La copie montrée ici est la Kurkarte, l’original est le formulaire d’enregistrement, qui a été retenu par la société émettrice

La taxe de séjour est généralement perçue par l’hébergement touristique avec les frais d’hébergement. Elle est indiquée séparément sur la facture. Ainsi, l’hébergement touristique récolte pour le compte de la municipalité la taxe de séjour sur les hôtes étrangers qui passent la nuit, puis la transmet à la communauté. Fréquemment, les personnes handicapées, leurs accompagnateurs et les voyageurs d’affaires sont exemptés de la taxe de séjour.
Chaque commune établit le montant, les variations saisonnières et les groupes de personnes exemptés. L’application de la taxe de séjour est déterminée de manière contraignante. Pour percevoir la taxe de séjour, les formulaires d’enregistrement sont utilisés. Les formulaires d’inscription sont complétés par le client à son arrivée dans l’hébergement avec ses données personnelles, les informations pertinentes pour la facturation et les dates d’arrivée et de départ. Outre le format papier, de plus en plus de procédures électroniques sont utilisées, qui reprennent les informations requises directement à partir du logiciel de l’hôtel et les transmettent à la municipalité pour la facturation. L’utilisation de ce formulaire d’inscription électronique n’est pas clairement défini légalement, mais elle est tolérée par les autorités. Toutefois, la manière habituelle de collecter des données est le formulaire d’enregistrement officiel, qui est soit collecté par la municipalité à des fins de facturation, soit lu par des scanners de documents et facturé.

### Villes concernées
- Depuis le 1er novembre 2010, la ville de Dortmund et depuis le 1er janvier 2014 la ville de Berlin ont institué une "taxe d’hôtel". Elle représente 7,5 % de la nuitée (5 % à Berlin) et doit être payé par la personne qui séjourne à l’hôtel. Les voyageurs d’affaires sont exonérés de la taxe d’hôtel sur présentation d’un certificat de l’employeur.
- Depuis le 1er janvier 2011, une taxe de séjour est facturée à Erfurt.
- Une taxe de subvention culturelle de la ville de Cologne devient depuis le 1er janvier 2013 uniquement pour les soirées privées.
- À Brême, c’est depuis le 1er janvier 2013, taxe de séjour / taxe de séjour uniquement pour les nuits privées facturées (Journal de la ville hanséatique libre de Brême du 21 décembre 2012, n ° 22, page 554).

## Autriche
En Autriche, l’existence de tels prélèvements est attesté depuis 1842 dans la ville thermale de Bad Ischl.
La taxe de séjour ne peut être perçue que dans des stations thermales spécialement définies.
Ce sont des droits coutumiers en Autriche, que les entreprises locales - en fonction des avantages qu’elles tirent du tourisme - doivent verser à la commune ou aux associations de tourisme respectives.
Il existe dans certains länder une taxe sur les résidence secondaires distinctes, qui couvre les coûts spécifiques occasionnés par les résidences secondaires (canaux et réseau routier peu utilisés).

### Le financement de l’aménagement du territoire
Étant donné que la libre circulation des Européens ne peut pas être entravée, les régions alpines tentent de régler le problème des lits froids (Kalte-Betten) (lits touristiques inoccupés la majeure partie de l’année) au moyen de taxes. Outre la taxe de séjour, qui taxe généralement le séjour d’une nuit des non-résidents, l’Autriche tente en partie de compenser au moins partiellement les coûts supportés par les collectivités locales par une taxe sur les résidences secondaires.
Par exemple, à Velden am Wörthersee, en Carinthie, la taxe de séjour par jour et par nuit, en fonction de la saison et de la zone, s’échelonne de 0,58 € à 1,31 €, la taxe locale forfaitaire qui doit être payée par le propriétaire de la résidence secondaire pour une surface habitable de 60 à 100 m² est de 94 € par an, pour une surface de 60 à 100 m² pour 150 nuitées de 142 € par an, et pour une surface de plus de 100 m² pour 200 nuits de 188 € par an.

## Espagne
Une taxe de séjour a été créée en 2012 en Espagne par le gouvernement de Catalogne, dans le but d’éponger les dettes de la région, malgré les protestations des professionnels du tourisme. Une précédente taxe créée une dizaine d’années plus tôt à Majorque avait été supprimé au bout de quelques mois.

## États-Unis
Il existe aux États-Unis une taxe d’occupation transitoire (Transient occupancy tax, TOT), facturée dans la plupart des États des États-Unis, y compris en Californie, aux voyageurs qui louent un hébergement (une chambre, des chambres, une maison ou tout autre espace de vie) dans un hôtel, une auberge, une maison d’hôtes ou un meublé de tourisme, un motel, ou tout autre hébergement, sauf si le séjour est d’une durée supérieure ou égale à 30 jours. La taxe doit être perçue au moment du paiement de l’hébergement, puis elle est remise par l’hébergeur à la ville ou au comté. Elle est également appelée "taxe d"occupation hôtelière" ("hotel occupancy tax") dans des villes comme New York et au Texas,.

## Aux Pays-Bas
Aux Pays-Bas, la taxe de séjour peut être prélevée par une commune et par les Pays-Bas caribéens sur les personnes physiques qui résident dans la commune ou sur le territoire de l’entité où elles ne sont par enregistrées en tant que résidents auprès des autorités municipales (article 224) de la loi sur les sont des non-résidents (article 53 du FinBES). Les administrations décident des redevables soumis à la taxe, des séjours imposables et fixe les montants et les taux (article 217 de la loi municipale ou article 41 du FinBES).
La taxe est perçue souvent, notamment pour des raisons pratiques, sur les nuits. La taxe est souvent prélevée sur ceux qui proposent l’hébergement, les propriétaires d’hébergement professionnel ou les propriétaires d’appartements. Dans certaines municipalités, différents taux sont appliqués selon le type de résidence, différenciant par exemple les campings et les hôtels.
Parfois, la taxe s’applique à la journée, comme dans l’île de Terschelling. Le touriste est facturé la journée lors de son jour d’arrivée ; pour les séjours d’une nuit, le montant par nuit est ajouté. Le propriétaire du navire perçoit la taxe le premier jour et la reverse.

### Origine
La taxe de séjour a été introduite aux Pays-Bas dans les années 1970 pour permettre aux municipalités de supporter les coûts liés à l’accueil d’un grand nombre de touristes avec des ressources financières supplémentaires. Les visiteurs qui passent la nuit dans la commune contribuent ainsi aux installations qu’ils utilisent. Le nombre de municipalités qui perçoivent une taxe de séjour a explosé au cours des 40 dernières années. En 2013, 318 municipalités (78 %) la perçoivent.
La taxe de séjour est de moins en moins utilisée comme contribution pour financer les installations touristiques et de plus en plus comme moyen de boucler les budgets municipaux selon une étude de la chambre de commerce. Elle montre que le nombre de municipalités qui consacrent tout ou partie des recettes aux installations de tourisme et de loisirs a diminué entre 2008 et 2011.

### Taxe de séjour maritime
Les séjours maritimes sont également taxés de la même manière. Une taxe de non-résident est due pour un séjour de deux heures ou plus. Dans les marinas, le gestionnaire est responsable de la perception de la taxe de séjour. Un touriste ne peut être taxé à la fois pour une nuit avec la taxe de séjour et pour la taxe de séjour maritime.

### Systèmes des taux
Pour les séjours d’une nuit, le montant de la taxe est déterminé de trois manières différentes :
- La commune applique un tarif fixe par nuit et par personne. Il peut varier selon l’hébergement ;
- La commune facture un pourcentage du prix de la nuitée ;
- Un montant fixe est facturé pour les touristes ayant un emplacement fixe (camping) ou une couchette (port de plaisance), avec un taux déterminé. Ce taux est fondé sur le séjour moyen estimé. Il peut prendre en compte la taille du terrain ou du bateau.

## Russie
Depuis 2004, la loi de la RSFSR du 12 décembre 1991 no 2018-1 sur la collecte d’une taxe de séjour auprès des particuliers est devenue invalide.
En 2015, les médias évoquent la possibilité d’une réintroduction de la taxe de séjour en Russie dans les années à venir. Le 22 septembre 2016, la présidence de la fédération de Russie annonce que le président Vladimir Poutine a ordonné au gouvernement de modifier la législation d’ici le 1er mars 2017 de prévoir l’instauration d’une taxe de séjour.
Le 19 juillet 2017, la Douma adopte une loi instaurant une taxe de séjour. Le 30 juillet 2017, Vladimir Poutine signe une loi instaurant la collecte dans les stations balnéaires de plusieurs régions russes. À partir du 1er mai 2018, une taxe de séjour est introduite dans trois régions du pays : les territoires de Stavropol, de Krasnodar et de l’Altaï, ainsi qu’en Crimée. Le 28 mars 2018, l’Assemblée de la région de Krasnodar vote la suspension de la perception de la taxe de séjour dans la région du 1er mai au 16 juillet 2018 à l’occasion de la Coupe du monde. Le 25 avril 2018, le Conseil d’État de Crimée modifie la loi régionale et reporte l’introduction de la taxe de séjour en mai 2019.

## Suisse
Dans la plupart des cantons suisses, une taxe de séjour pour les nuitées dans les appartements, chalets, villages de vacances et hôtels est facturée. Seuls les cantons de Zurich et de Thurgovie n’ont pas mis en vigueur de taxe. Dans les cantons de Soleure, des Grisons et d’Argovie, la loi autorise les communes reconnues stations thermales à percevoir la taxe de séjour, sans les obliger à le faire. L’achat est généralement effectué par les associations de transport locales, mais parfois aussi par la communauté.
Dans la plupart des cantons, les taxes sont prélevées sur toutes les personnes qui passent la nuit et ne possèdent pas leur résidence dans la commune concernée. Dans d’autres cantons, des taxes sont perçues pour toutes les nuitées dans des établissements d’hébergements commerciaux (par exemple dans le canton de Bâle-Campagne) ou sous forme de somme forfaitaire perçue sur les établissements du secteur hôtelier (par exemple le canton d’Obwald et de Nidwald).
Dans certains cantons, une distinction est établie entre la taxe de séjour due par le visiteur et la taxe d’hébergement payée par le propriétaire. Dans la plupart des cas, les revenus de la taxe de séjour profitent pleinement aux clients (frais d’entrée dans les piscines, réduction sur le minigolf, etc.). En revanche, la taxe d’hébergement sert à financer la publicité de la région concernée et à entretenir et développer les infrastructures. La taxe d’hébergement est à la charge du propriétaire, elle est généralement déjà comprise dans les frais d’hébergement. Les opérateurs sont libres de déclarer ces coûts séparément, mais ils ne le font généralement pas.
Les taxes varient d’un canton à l’autre et, par exemple, dans le canton de Berne à 4,00 CHF par personne et par nuit, plus une taxe de séjour de 0,60 CHF.
Dans le canton de Thurgovie, les entreprises affiliées à l’organisation de branche privée Thurgau Tourisme prélèvent depuis le 1er mai 2014, une "contribution touristique" pour les personnes de plus de 18 ans d’un montant de 1,50 CHF. Cependant, ce n’est pas une charge statutaire ou légale.

## Autres pays
De plus en plus de destinations touristiques adoptent à travers le monde une taxe.
Édimbourg, la capitale de l’Écosse, deuxième ville la plus visitée du Royaume-Uni après Londres est la première ville britannique à instaurer une taxe de séjour pour les touristes.
La taxe de séjour est mise en place en Italie peu avant la France, au début du XXe siècle[réf. nécessaire].

## Exemples de taxes de séjour
| Pays    | Palaces                | Hôtels de tourisme 5 étoiles | Hôtels de tourisme 4 étoiles | Hôtels de tourisme 3 étoiles | Hôtels de tourisme 2 étoiles | Hôtels de tourisme 1 étoile | Non classés                                        | Terrains de camping 3, 4 et 5 étoiles | Terrains de camping 1 et 2 étoiles |
| France  | entre 0,70 € et 4,00 € | entre 0,70 € et 3,00 €       | entre 0,70 € et 2,30 €       | entre 0,50 € et 1,50 €       | entre 0,30 € et 0,90 €       | entre 0,20 € et 0,80 €      | entre 1 % et 5 % du coût par personne de la nuitée | entre 0,20 € et 0,60 €                | 0,20 €                             |
| Italie  | Aucune                 | entre 1 € et 7,00 €          | entre 1 € et 6,00 €          | entre 0,8 € et 4,00 €        | A compléter                  | A compléter                 | A compléter                                        | A compléter                           | A compléter                        |
| Espagne | Aucune                 | 2,25 €                       | entre 0,90 € et 1,10 €       | A compléter                  | A compléter                  | entre 0,45 € et 0,65 €’     | entre 0,45 € et 0,65 €                             | entre 0,45 € et 0,65 €                | entre 0,45 € et 0,65 €             |

### Autres exemples de taxes de séjour
| Pays / Région                     | Taxe par habitant et jour / nuit   |
| --------------------------------- | ---------------------------------- |
| Autriche : Burgenland             | 0,90 €                             |
| Autriche : Vienne                 | 2,8 % des Beherbergungsentgelts    |
| Autriche : Land de Salzbourg      | 1,10 €                             |
| Autriche : Tyrol                  | 0,55 – 3,00 €                      |
| Croatie                           | 2,00 – 7,00 kn (ca. 0,30 – 1,00 €) |
| Allemagne : Baden-Baden           | 1,40/3,20 €                        |
| Allemagne : Hambourg              | ab 0,50 €                          |
| Allemagne : Dresde                | ab 1,00 €                          |
| Allemagne : Francfort sur le Main | 2,00 €                             |
| Espagne : Barcelone               | 0,65 € – 2,25 €                    |